# Anna Baltischwiler
Anna Baltischwiler (* 11. März 1876 in Sulz AG; † 23. Februar 1952 in Zürich) war eine Schweizer Medizinerin und Chefärztin der Schweizerischen Pflegerinnenschule mit Frauenspital.

## Leben
Anna Baltischwiler war die Tochter des Landwirts und Sägereibesitzers Adolf Baltischwiler. Sie besuchte in Laufenburg die Gemeinde- und die Bezirksschule und erhielt nebenbei privaten Griechischunterricht. Sie legte die Matur an der höheren Töchterschule der Stadt Zürich ab, die sie von 1891 bis 1895 besuchte. Als eine der wenigen Frauen ergriff sie das Medizinstudium, das sie 1900 mit dem Staatsexamen und sehr guten Noten abschloss. Im Anschluss trat sie, als erste Frau am Universitätsklinikum Tübingen, die Assistenz bei Albert Döderlein an. Gefördert durch Döderlein promovierte Baltischwiler 1901 in Zürich auf Grundlage der in Tübingen verfassten Dissertation. Das Thema war Myome und ihre Komplikationen.
Anna Baltischwiler kam 1901, zuerst als Assistenz- später Hausärztin zur neue gegründeten Schweizerische Pflegerinnenschule mit Frauenspital in Zürich. Es folgten Studienaufenthalte am Kantonsspital Münsterlingen bei Schuler in der Chirurgie. 1906 übernahm Baltischwiler die chirurgische Abteilung und gründete 1910 die Röntgenabteilung der Pflegerinnenschule. Bis 1919 betrieb sie viel Privatstudien und einige absolvierte Studienaufenthalte in Berlin. Nach dem Tod von Anna Heer, der Leiterin das Spitals wurde Anna Baltischwiler zur Leiterin berufen. Sie lehnte diese Aufgabe allerdings weil sie mit organisatorische Mängel in der Institution sah. Mit Kolleginnen gründete sie eine Privatklinik, die rasche Beliebtheit erfuhr.
1923 erfolgte der zweite Berufung als Chefärztin der Pflegerinnenschule welcher Anna Baltischwiler Folge leistete. Sie stand der Institution bis 1945 vor. Unter ihrer Leitung erlebte die Pflegerinnenschule einen grossen Aufschwung. Aber auch das dunkle Kapitel der 1930er-Jahre in der Zwangssterilisationen in grösserer Zahl an der Pflegerinnenschule durchgeführt wurden.
Unter Anna Baltischwiler wurde die Pflegerinnenschule zur Schweizerische Pflegerinnenschule mit Frauenspital mit chirurgischer, medizinischer, geburtshilflicher, gynäkologischer und Röntgenabteilung.